# BV-1341
La BV-1341 és una carretera antigament anomenada veïnal, actualment gestionada per la Diputació de Barcelona. La B correspon a la demarcació de Barcelona i la V a la categoria de veïnal. Discorre íntegrament dins del terme municipal de Sant Quirze Safaja.
Té l'origen a la carretera C-1413b, en el punt quilomètric, a l'extrem nord-est del Pont de les Ferreries, al nord de les Ferreries i a ponent del Càmping L'Illa. Des d'aquest lloc arrenca cap al nord-oest, i discorre paral·lela al Tenes fins que arriba al poble de Sant Quirze Safaja. Aleshores se'n separa per seguir un tros la riera de Sant Quirze, i arriba a la carretera C-59 en 2 quilòmetres i 270 metres de recorregut.